# San Juan Bautista Tabí
San Juan Bautista Tabí es una localidad del municipio de Ticul en Yucatán, México.

## Toponimia
El nombre (San Juan Bautista) hace referencia a "Juan el Bautista" y "Tabí" proviene del idioma maya.

## Hechos históricos
En 2000 cambia su nombre de Tabí a San Juan Bautista Tabí.

## Importancia histórica
Tuvo su esplendor durante la época del auge henequenero y emitió fichas de hacienda las cuales por su diseño son de interés para los numismáticos.

## Demografía
Según el censo de 2005 realizado por el INEGI, la población de la localidad era de 0 habitantes.
| ?                           | 0 | ? | 0 |
| (Fuente: INEGI [Consultar]) |   |   |   |